# Dell Hymes
Dell Hymes Hathaway (Portland, Oregon, 7 de junho de 1927  —  Charlottesville, Virginia, 13 de novembro de 2009) foi um linguista, sociolinguista, antropólogo e folclorista, que estabeleceu bases disciplinares para o estudo comparativo e etnográfico do uso da linguagem. 
Sua pesquisa se concentrou nas línguas do noroeste do Pacífico. Ele foi um dos primeiros a chamar o quarto subcampo da antropologia de "antropologia linguística" em vez de "linguística antropológica". A mudança terminológica chama a atenção para os fundamentos do campo na antropologia e não do que, àquela época, já havia se tornado uma disciplina autônoma (linguística). Em 1972, Hymes fundou o jornal Language in Society e foi seu editor por 22 anos. Ele foi acusado de assédio sexual nos últimos anos de seu mandato na Universidade da Pensilvânia. [1]O'Donnell, Patrick (1 dezembro de 1988). «Administration tried to downplay allegations of sexism». The Daily Pennsylvanian. Consultado em 10 de setembro de 2020

## Infância e educação
Ele foi educado no Reed College, estudando com David H. French; e, após uma passagem pela Coreia antes da guerra, ele se formou em 1950. Seu trabalho no Exército como decodificador é parte do que o influenciou a se tornar um linguista. Hymes obteve seu doutorado na Universidade de Indiana em 1955, [2] e conseguiu um emprego na Universidade de Harvard.
Mesmo naquela idade, Hymes tinha a reputação de ser um linguista forte; sua dissertação, concluída em um ano, era uma gramática da língua Kathlamet falada perto da foz do rio Columbia e conhecida principalmente pelo trabalho de Franz Boas no final do século XIX.
Hymes permaneceu em Harvard por cinco anos, saindo em 1960 para ingressar no corpo docente da Universidade da Califórnia, Berkeley. Ele passou cinco anos em Berkeley também, e depois ingressou no Departamento de Antropologia da Universidade da Pensilvânia em 1965 (onde sucedeu a A. Irving Hallowell). Em 1972, ele ingressou no Departamento de Folclore e Vida Folclórica e se tornou Reitor da Escola de Graduação em Educação da Universidade da Pensilvânia em 1975.
Ele atuou como presidente da American Folklore Society em 1973-4, da Linguistic Society of America em 1982, da American Anthropological Association em 1983 - a última pessoa a ocupar os três cargos. Ele era membro da Guilda dos Estudiosos da Igreja Episcopal. Enquanto estava na Penn, Hymes foi fundador da revista Language in Society. Em 2006, ele foi premiado com a Medalha de Ouro de Filologia. [3] Hymes mais tarde ingressou nos Departamentos de Antropologia e Inglês da Universidade da Virgínia, onde se tornou Professor de Antropologia e Inglês da Commonwealth, e da qual se aposentou em 2000, continuando como professor emérito até sua morte por complicações da doença de Alzheimer em 13 de novembro, 2009. [4]
Sua esposa, Virginia Hymes, também era sociolinguística e folclorista. 

## Influências no seu trabalho
Hymes foi influenciado por um diverso número de linguistas, antropólogos e sociólogos, nomes notáveis como Franz Boas, Edward Sapir e Harry Hoijer da Tradição Americanista; Roman Jakobson e outros do Círculo Linguístico de Praga; sociólogo Erving Goffman e antropólogo Ray L. Birdwhistell, ambos seus colegas na Penn, e Etnometodológicas Harold Garfinkel, Harvey Sacks, Emanuel Schegloff e Gail Jefferson.
A carreira de Hymes pode ser dividida em duas fases. No início de sua carreira, Hymes adaptou a Escola Funcionalista de Praga para Antropologia Linguística Americana, sendo pioneiro no estudo de relacionamento entre linguagem e contexto social. Juntamente com John Gumperz, Erving Goffman e William Labov, Hymes definiu uma grande preocupação multidisciplinar da linguagem na sociedade.
Mais tarde, na sua carreira, Hymes focou em poética, particularmente na organização poética das narrativas orais dos Nativo-Americanos. Ele e Dennis Tedlock definiram Etnopoética como um campo de estudo dentro da antropologia linguística e Folclórica. Hymes considera o crítico literário Kenneth Burke sua maior influência em seu trabalho posterior, dizendo, “Meu senso do que faço provavelmente se deve mais a KB (Kenneth) que a qualquer outro”[5]. Hymes estudou com Burke nos anos 50. O trabalho de Burke foi teoricamente e topicamente diverso, mas a ideia que parecia mais influente em Hymes era a aplicação da crítica retórica para a poesia.
Hymes incluiu muitas outras figuras literárias e críticas entre suas influências, incluindo Robert Alter, C. S. Lewis, A. L. Kroeber, Claude Lévi-Strauss.[6]

## Significância de seu trabalho
Como um dos primeiros sociolinguistas, Hymes ajudou na vanguarda da conexão entre discurso e relações sociais colocando a antropologia linguística no centro da curva performativa dentro da antropologia e nas ciências sociais de uma forma mais ampla.
Hymes formulou a resposta para a distinção influente entre competência (saber das regras gramaticais necessárias para decodificar e produzir linguagem) e performance (a própria linguagem usada em contexto) de Noam Chomsky. Hymes discordou da marginalização da performance do centro da inquisição linguística e propôs a noção de Competência comunicativa, ou saber necessário para o uso da linguagem no contexto social, como um objeto da inquisição linguística. Sendo que o uso apropriado da linguagem  convencionalmente definida, e varia de acordo com diferentes comunidades, muito do começo da carreira de Hymes enquadra um projeto para a investigação etnográfica nos padrões contrastantes do uso da linguagem dentre as comunidades de fala. Hymes cunhou essa aproximação de “A etnografia do SPEAKING”. O acrônimo SPEAKING, descrito abaixo, foi apresentado como uma heurística leve para ajudar os estudiosos de campo em sua tentativa de documentar e analisar instâncias da linguagem em uso, na qual ele cunhou “Eventos de fala”. Incorporado no acrônimo está a aplicação e extensão dos argumentos de Jakobson relativo a multifuncionalidade da linguagem. Ele articulou outro, mais técnico, muitas vezes abordagens tipologicamente orientadas para a variação em padrões da linguagem dentre as comunidades de falas em uma série de artigos.[7][8]
Como resultado das discussões, primariamente com Ray Birdwhistell na Universidade da Pensilvânia, em seu trabalho posterior, Hymes renomeou a “Etnografia do falar” para “etnografia da comunicação” para refletir sua expansão do foco de instâncias de produção da linguagem para os caminhos em que a comunicação (incluindo oral, escrita, reproduzida, atos de receber/ouvir) é convencionalizada em uma dita comunidade de usuários, e para incluir comportamentos tanto não-verbais quanto verbais.[9][10]
Com Erving Goffman e John Szwed, ele estabeleceu o Centro para Etnografia Urbana em 1969. O objetivo era apoiar financeiramente estudos, tanto faculdade quanto estudantes na Penn que usaram a Etnografia urbana como método primário, isso resultou em muitos estudos inovadores. A primeira grande concessão veio do Instituto Nacional de Saúde Mental, patrocinando muitas pesquisas enfatizando diferentes grupos étnicos e raciais; o segundo foi do Instituto Nacional de Educação Norte-Americano, fundando a classe etnográfica.[11] Com Erving Goffman ele co-editou as séries de Conduta e Comunicação para a Imprensa da Universidade da Pensilvânia como um caminho para dar suporte a pesquisa que ele considerava mais importante.[12]
Hymes promoveu o que ele e outros chamam de “Etnopoética”, um método antropológica de transcrever e analisar narrativa folclórica e oral que presta atenção para as estruturas poéticas dentro da fala. Lendo as transcrições dos mitos dos índios, por exemplo, em que foi, de uma maneira geral gravado em prosa pelos antropólogos que vieram antes, Hymes notificou que há estruturas poéticas comuns na escrita e estruturação do conto.[13] Padrões e usos de palavras seguram padrões e formas artísticas.
O objetivo de Hymes, em sua própria mente, era de entender a arte e “a competência(...)que está nas entrelinhas e informa tais narrativas” (HYMES 2003:viii). Ele criou o modelo Dell Hymes de Fala e cunhou o termo competência comunicativa dentro da educação da linguagem.
Em adição de serem histórias interessantes ou mitos importantes sobre a natureza do mundo, narrativas também demonstram a importância do saber da gestão ambiental aborígene, como ciclos de nascer dos peixes em rios locais ou o desaparecimento de ursos pardos do Oregon. Hymes acreditava que todas as narrativas do mundo são organizadas em princípios implícitos da forma na qual demonstram importante conhecimento e meios de pensar e ver o mundo. Ele argumenta que entender as narrativas levará a entender de uma forma mais ampla a língua em si e os campos informados pelo conto de histórias, na qual ele inclui etnopoética, sociolinguística, psicolinguística, retórica, semiótica, pragmática, inquisição narrativa e crítica literária.
Hymes claramente cosidera o folclore e narrativa uma parte vital do campo da linguística, antropologia e literatura, e lamentou o fato de que poucos estudiosos dessas áreas estão interessados e/ou aptos para incluir adequadamente em sua lingua originals nas suas considerações (HYMES 1981:6-7). Ele sente que as versões traduzidas das histórias são inadequadas para entender seu papel no sistema social ou mental em que eles existem. Ele provém um exemplo de que no Navajo, as partículas (enunciações como “uh”, “So,” (então) “Well” (bem) etc que tem significado linguístico, senão semântico), omitidos na tradução ao Inglês, são essenciais para o entendimento de como a história é modelada e como repetição define a estrutura de que o texto engloba.
Hymes foi o editor fundados para o jornal “Language in Society” (Lingua em Sociedade), na qual ele editou por 22 anos.[14]

## O modelo “S.P.E.A.K.I.N.G”
Hymes desenvolveu um modelo valioso para ajudar a identificação e catalogação dos componentes da linguística interacional que dirigiu sua visão que, em ordem de falar a linguagem corretamente, a pessoa precisa não somente aprender seu vocabulário e gramática, mas também seu contexto sobre quais palavras são usadas.
O modelo tem dezesseis componentes que podem ser aplicados em diversas formas de discurso: forma de mensagem; conteúdo da mensagem; cenário; cena; falante; endereçador; ouvinte/receptor/audiência; endereçado; propostas; proposto (objetivo); chave; canais; formas de discurso; normas de interação; normas de interpretação e gêneros.[15]
Hymes construiu o acrônimo SPEAKING, na qual ele agrupou os 16 componentes dentre oito divisões:[16]

### Setting and Scene (Cena e Cenário)
“Contexto se refere ao tempo e lugar de um ato discursivo e, geralmente, para as circunstâncias físicas”-[17]A sala de estar na casa dos avós pode ser o cenário de uma história de família. Cena é o “Cenário psicológico” ou “definição cultural” de um cenário, incluindo características como a distância da formalidade e senso de diversão ou seriedade.[18] A história de família pode ser contada n=em uma reunião celebrando o aniversário dos avós. Às vezes, a família pode ser festiva e brincalhona; em outras, séria e comemorativa.

### Participantes
Falante e audiência-Linguistas farão distinções dentre essas categorias;por exemplo; a audiência podem ser distinguidos como endereçados e outros ouvintes. [19] Na reunião de família, uma tia pode contar uma história às sobrinhas, mas os sobrinhos, mesmo não endereçados a eles, podem ouvir a narrativa também.

### Fins
Propostas, objetivos e saídas-[20] A tia pode contar uma história para entreter a audiência, ensinar as jovens moças e honrar a avó.

### Sequência de ato
Forma e ordem do evento - A História da tia talvez comece como uma resposta a um brinde para a avó. O enredo da história e desenvolvimento pode ter uma sequência estruturada pela tia. Possivelmente poderia ter uma interrupção colaborativa durante o conto. Por fim, o grupo pode aplaudir o conto e mover para outro assunto ou atividade.

### Chave
Pistas que estabelecem o “tom, maneirismo ou espírito” do ato narrativo - [21]A tia pode imitar a voz da avó e gestos em uma forma brincalhona, ou ela pode endereçar o grupo de uma forma mais séria, enfatizando a sinceridade e respeito pelo expressão de louvor da história.

### Instrumentalidade
Formas e estilos de discurso-[22] A tia pode falar de um registro casual com diversas características de diálogo ou pode usar um registro mais formal e de uma forma gramaticalmente mais cuidadosa.

### Normas
Regras sociais governando o evento e as ações do participante e reações - Em uma história divertida da tia, as normas podem permitir interrupções da audiência e colaboração, ou possibilitar essas interrupções podem limitar a participação de moças mais velhas. Uma história séria e formal pela tia pode chamar atenção para ela e desencorajar interrupções como norma.

### Gênero
O tipo de ato narrativo ou evento; como o exemplo usado aqui, o tipo de história - A tia pode contar uma anedota característica da avó para entreter, ou como exemplum como instrução moral. Diferentes disciplinas desenvolvem termos para tipos de atos narrativos, e comunidades narrativas às vezes tem seus próprios termos para tipos. [23]

## Publicações
- Cazden, C.B., John, V.P., & Hymes, D.H. (Eds.). (1972). Functions of language in the classroom. New York: Teachers College Press.
- Gumperz, J. J., & Hymes, D. (Eds.). (1964). The Ethnography of Communication. Special issue of American Anthropologist, 66 (6), Part II: 137–54.
- Gumperz, J. J., & Hymes, D. (1972). Directions in sociolinguistics: The ethnography of communication. New York: Holt, Rinehart, & Winston.
- Hymes, D.H. (1961). Functions of speech: An evolutionary approach. In F. Gruber (Ed.), Anthropology and education. Philadelphia: University of Pennsylvania.
- Hymes, D. (1962). The Ethnography of Speaking. In T. Gladwin & W. C. Sturtevant (Eds.), Anthropology and Human Behavior (pp. 13–53). Washington, DC: Anthropology Society of Washington.
- Hymes, D.H. (1963). Toward a history of linguistic anthropology. Anthropological Linguistics, 5(1), 59–103.
- Hymes, D.H. (1964a). Directions in (ethno-)linguistic theory. In A.K. Romney & R.G. D’Andrade (Eds.), Transcultural studies of cognition (pp. 6–56). American Anthropologist, 66(3), part 2.
- Hymes, D. (Ed.). (1964) Language in Culture and Society: A Reader in Linguistics and Anthropology. New York: Harper & Row.
- Hymes, D.H. (1967). Models of the interaction of language and social setting. Journal of Social Issues, 23(2), 8–38.
- Hymes, D.H. (1967). The anthropology of communication. In F.E. Dance (Ed.), Human communication theory: Original essays. New York: Holt, Rinehart and Winston.
- Hymes, D.H. (1970). Linguistic method in ethnography: Its development in the United States. In P. Garvin (Ed.), Method and theory in linguistics. The Hague: Mouton.
- Hymes, D. (1971). Sociolinguistics and the ethnography of speaking. In E. Ardener (Ed.), Social anthropology and language (pp. 47–93). London: Routledge.
- Hymes, D. (1971). On linguistic theory, communicative competence, and the education of disadvantaged children. In M.L. Wax, S.A. Diamond & F. Gearing (Eds.), Anthropological perspectives on education (pp. 51–66). New York: Basic Books.
- Hymes, D. (Ed.). (1971). Pidginization and Creolization of Languages. London: Cambridge University Press.
- Hymes, D.H. (1972). On communicative competence. In J.B. Pride & J. Holmes (Eds.), Sociolinguistics (pp. 269–293). London: Penguin.
- Hymes, D.H. (1972). Editorial introduction. Language in Society, 1, 1–14.
- Hymes, D. (Ed.). (1972). Reinventing Anthropology. New York: Pantheon.
- Hymes, D.H. (1972). Toward ethnographies of communication. In P.P. Giglioli (Ed.), Language and social context (pp. 21–44). Harmondsworth: Penguin.
- Hymes, D.H. (1973). Toward linguistic competence. Working Papers in Sociolinguistics, No. 16.
- Hymes, D.H. (1974). Ways of speaking. In R. Bauman & J. Sherzer (Eds.), Explorations in the ethnography of speaking (pp. 433–452). Cambridge: Cambridge University Press.
- Hymes, D.H. (Ed.). (1974). Studies in the history of linguistics: Traditions and paradigms. Bloomington: Indiana University Press.
- Hymes, D. (1974). Foundations in Sociolinguistics: An Ethnographic Approach. Philadelphia: University of Pennsylvania Press.
- Hymes, D.H. (1974). An ethnographic perspective. New Literary History, 5, 187–201.
- Hymes, D.H. (1974). Review of Noam Chomsky. In G. Harman (Ed.), "On Noam Chomsky: Critical essays" (pp. 316–333). Garden City, NY: Anchor.
- Hymes, D.H. (1975). Breakthrough into performance. In D. Ben-Amos & K. Goldstein (Eds.), Folklore: Performance and communication(pp. 11–74). The Hague: Mouton.
- Hymes, D.H. (1976). Toward linguistic competence. Sociologische Gids, 4, 217–239.
- Hymes, D.H. (1976). Discovering oral performance and measured verse in American Indian narrative. New Literary History, 8, 431–457.
- Hymes, D. (1980) In five year patterns. In B. H. Davis & R. K. O'Cain (Eds.), First Person Singular (pp. 201–213). Amsterdam: John Benjamins.
- Hymes, D. (1980). Language in Education: Ethnolinguistic Essays. Washington, DC: Center for Applied Linguistics.
- Hymes, D., & Fought, J. (1981). American Structuralism. The Hague: Mouton.
- Hymes, D. (1981). "In Vain I Tried to Tell You": Essays in Native American Ethnopoetics. Philadelphia: University of Pennsylvania Press.
- Hymes, D. (1983). Essays in the History of Linguistic Anthropology. Amsterdam: John Benjamins.
- Hymes, D.H. (1984). Vers la compétence de communication. (Trans. F. Mugler). Paris: Hatier.
- Hymes, D.H. (1985). Toward linguistic competence. AILA Review/Revue de l’AILA (Association Internationale de Linguistique Appliquée), 2, 9–23.
- Hymes, D.H. (1992). Inequality in language: Taking for granted. Working Papers in Educational Linguistics, 8(1), 1–30.
- Hymes, D.H. (1993). Inequality in language: Taking for granted. In J.E. Alatis (Ed.), Language, communication, and social meaning (pp. 23–40). Washington, D.C.: Georgetown University Press.
- Hymes, D. (1996). Ethnography, Linguistics, Narrative Inequality: Toward an Understanding of Voice. London: Taylor & Francis.
- Hymes, D.H. (1998). When is oral narrative poetry? Generative form and its pragmatic conditions. Pragmatics, 8(4), 475–500.
- Hymes, D.H. (1999). Boas on the threshold of ethnopoetics. In R. Darnell & L. Valentine (Eds.), Theorizing the Americanist tradition. University of Toronto Press.
- Hymes, D.H. (2000). The emergence of sociolinguistics: A reply to Samarin. Dialogue, 312–315.
- Hymes, D.H. (2001). Poetry. In A. Duranti (Ed.), Key terms in language and culture. Oxford: Blackwell.
- Hymes, D.H. (2001). Preface. Textus, 14, 189–192.
- Hymes, D. (2003). Now I Know Only So Far: Essays in Ethnopoetics. Lincoln: University of Nebraska Press.